# NR2E3
 Ядерный рецептор фоторецепторных клеток  (PNR), также известный как  NR2E3  (элемент 3, группы E, подсемейства ядерных рецепторов 2) — белок, который у человека кодируется геном NR2E3. PNR является членом ядерных рецепторов суперсемейства внутриклеточных факторов транскрипции.

## Функция
PNR экспрессируется исключительно в сетчатке. Основными целевыми генами PNR являются родопсин и несколько опсинов, которые необходимы для зрения.

## Клиническое значение
Мутации в гене NR2E3 связаны с несколькими наследственными заболеваниями сетчатки, включая синдром увеличения S-колбочек (ESCS), форму пигментного ретинита типа 37, и синдром Гольдман-Фавр.